# 牛尾彦十郎
牛尾 彦十郎（うしお ひこじゅうろう、1855年7月〈安政2年6月〉 - 没年不明）は、日本の篤農家、銀行家、政治家。中播銀行監査役。兵庫県会議員。

## 人物
兵庫県人・牛尾彦太夫の五男として生まれ、先代彦一郎の養子となり1876年（明治9年）、家督を相続する。
1883年（明治16年）、兵庫県会議員神東郡補欠選挙に立候補して、当選した。
播丹鉄道敷設賛成者の一人である。住所は兵庫県神崎郡田原村（現福崎町）。

## 家族
牛尾家
- 養父・彦一郎[1]
- 養子・至萬（1889年〈明治32年〉 - ？、兵庫、牛尾彦二郎の四男）[1]
  - 同妻・みほ（1891年〈明治24年〉 - ？、兵庫、三木愛太郎の二女）[1]
- 孫[1]